# وست یونیون، ایلینوی
وست یونیون (به انگلیسی: West Union) یک منطقهٔ مسکونی در ایالات متحده آمریکا است که در شهرستان کلارک، ایلینوی واقع شده‌است. وست یونیون ۲۸۸ نفر جمعیت دارد.